# Fußball bei den Panamerikanischen Spielen

Fußball gehört bei den Panamerikanischen Spielen zu den Sportarten, die seit 1951 ständig im Programm der Spiele waren. Teilnehmer sind die Fußballnationalmannschaften der in der FIFA organisierten Verbände der CONCACAF und der CONMEBOL. Das Turnier wird alle vier Jahre ausgetragen. Seit 1999 findet auch ein Turnier im Frauenfußball statt. Seit dem Turnier der Spiele 1991 galt für die Männerteams, analog der Regelung beim olympischen Fußballturnier, eine Altersbeschränkung von 23, 2007 von 20 und 2011 von 21 Jahren. Die Teams aus Südamerika traten 2003 mit U-20 bzw. 2007 mit U-17 Mannschaften an.

## Die Turniere der Männer

### Überblick
| Jahr         | Gastgeber                               | Finale           | Finale              | Finale        | Spiel um Bronze          | Spiel um Bronze     | Spiel um Bronze                |
| Jahr         | Gastgeber                               | Gold             | Ergebnis            | Silber        | Bronze                   | Ergebnis            | 4. Platz                       |
| ------------ | --------------------------------------- | ---------------- | ------------------- | ------------- | ------------------------ | ------------------- | ------------------------------ |
| 1951 Details | Buenos Aires (Argentinien)              | Argentinien      | Ligasystem          | Costa Rica    | Chile                    | Ligasystem          | Venezuela                      |
| 1955 Details | Mexiko-Stadt (Mexiko)                   | Argentinien      | Ligasystem          | Mexiko        | Niederländische Antillen | Ligasystem          | Venezuela                      |
| 1959 Details | Chicago (USA)                           | Argentinien      | Ligasystem          | Brasilien     | USA                      | Ligasystem          | Haiti                          |
| 1963 Details | São Paulo (Brasilien)                   | Brasilien        | Ligasystem          | Argentinien   | Chile                    | Ligasystem          | Uruguay                        |
| 1967 Details | Winnipeg (Kanada)                       | Mexiko           | 4:0 n. V.           | Bermuda       | Trinidad und Tobago      | 4:1                 | Kanada                         |
| 1971 Details | Cali (Kolumbien)                        | Argentinien      | Ligasystem          | Kolumbien     | Kuba                     | Ligasystem          | Trinidad und Tobago            |
| 1975 Details | Mexiko-Stadt (Mexiko)                   | Mexiko Brasilien | 1:1 n. V.           | Titel geteilt | Argentinien              | 2:0                 | Costa Rica                     |
| 1979 Details | San Juan (Puerto Rico)                  | Brasilien        | 3:0                 | Kuba          | Argentinien              | 2:0                 | Costa Rica                     |
| 1983 Details | Caracas (Venezuela)                     | Uruguay          | Ligasystem          | Guatemala     | Brasilien                | Ligasystem          | kein vierter Platz ausgespielt |
| 1987 Details | Indianapolis (USA)                      | Brasilien        | 2:0 n. V.           | Chile         | Argentinien              | 0:0 n. V. 5:4 i. E. | Mexiko                         |
| 1991 Details | Havanna (Kuba)                          | USA              | 2:1 n. V.           | Mexiko        | Kuba                     | 1:0                 | Honduras                       |
| 1995 Details | Mar del Plata (Argentinien)             | Argentinien      | 0:0 n. V. 5:4 i. E. | Mexiko        | Kolumbien                | 3:0                 | Honduras                       |
| 1999 Details | Winnipeg (Kanada)                       | Mexiko           | 3.1                 | Honduras      | USA                      | 2:1                 | Kanada                         |
| 2003 Details | Santo Domingo (Dominikanische Republik) | Argentinien      | 1:0                 | Brasilien     | Mexiko                   | 0:0 n. V. 5:4 i. E. | Kolumbien                      |
| 2007 Details | Rio de Janeiro (Brasilien)              | Ecuador          | 2:1                 | Jamaica       | Mexiko                   | 1:0                 | Bolivien                       |
| 2011 Details | Guadalajara (Mexiko)                    | Mexiko           | 1:0                 | Argentinien   | Uruguay                  | 2:1                 | Costa Rica                     |
| 2015 Details | Toronto (Kanada)                        | Uruguay          | 1:0                 | Mexiko        | Brasilien                | 3:1                 | Panama                         |
| 2019 Details | Lima (Peru)                             | Argentinien      | 4:1                 | Honduras      | Mexiko                   | 1:0                 | Uruguay                        |
| 2023 Details | Viña del Mar (Chile)                    | Brasilien        | 1:1 n. V. 4:2 i. E. | Chile         | Mexiko                   | 4:1                 | USA                            |

### Medaillenspiegel
nach 19 Turnieren
| Rang | Land                     | Goldmedaille | Silbermedaille | Bronzemedaille | Gesamt |
| ---- | ------------------------ | ------------ | -------------- | -------------- | ------ |
| 1    | Argentinien              | 7            | 2              | 3              | 12     |
| 2    | Brasilien                | 5            | 2              | 2              | 9      |
| 3    | Mexiko                   | 4            | 4              | 4              | 12     |
| 4    | Uruguay                  | 2            | 0              | 1              | 3      |
| 5    | USA                      | 1            | 0              | 2              | 3      |
| 6    | Ecuador                  | 1            | 0              | 0              | 1      |
| 7    | Chile                    | 0            | 2              | 2              | 4      |
| 8    | Honduras                 | 0            | 2              | 0              | 2      |
| 9    | Kuba                     | 0            | 1              | 2              | 3      |
| 10   | Kolumbien                | 0            | 1              | 1              | 2      |
| 11   | Bermuda                  | 0            | 1              | 0              | 1      |
|      | Costa Rica               | 0            | 1              | 0              | 1      |
|      | Guatemala                | 0            | 1              | 0              | 1      |
|      | Jamaika                  | 0            | 1              | 0              | 1      |
| 15   | Niederländische Antillen | 0            | 0              | 1              | 1      |
|      | Trinidad und Tobago      | 0            | 0              | 1              | 1      |

## Die Turniere der Frauen

### Überblick
| Jahr         | Gastgeber                               | Finale    | Finale              | Finale      | Spiel um Bronze | Spiel um Bronze     | Spiel um Bronze |
| Jahr         | Gastgeber                               | Gold      | Ergebnis            | Silber      | Bronze          | Ergebnis            | 4. Platz        |
| ------------ | --------------------------------------- | --------- | ------------------- | ----------- | --------------- | ------------------- | --------------- |
| 1999 Details | Winnipeg (Kanada)                       | USA       | 1:0                 | Mexiko      | Costa Rica      | 1:1 n. V. 4:3 i. E. | Kanada          |
| 2003 Details | Santo Domingo (Dominikanische Republik) | Brasilien | 2:1 n. V.           | Kanada      | Mexiko          | 4:1                 | Argentinien     |
| 2007 Details | Rio de Janeiro (Brasilien)              | Brasilien | 5:0                 | USA         | Kanada          | 2:1                 | Mexiko          |
| 2011 Details | Guadalajara (Mexiko)                    | Kanada    | 1:1 n. V. 4:3 i. E. | Brasilien   | Mexiko          | 1:0 n. V.           | Kolumbien       |
| 2015 Details | Toronto (Kanada)                        | Brasilien | 4:0                 | Kolumbien   | Mexiko          | 2:1                 | Kanada          |
| 2019 Details | Lima (Peru)                             | Kolumbien | 1:1 n. V. 7:6 i. E. | Argentinien | Costa Rica      | 1:0                 | Paraguay        |
| 2023 Details | Valparaíso (Chile)                      | Mexiko    | 1:0                 | Chile       | USA U19         | 2:0                 | Argentinien     |

### Medaillenspiegel
nach 6 Turnieren
| Rang | Land        | Goldmedaille | Silbermedaille | Bronzemedaille | Gesamt |
| ---- | ----------- | ------------ | -------------- | -------------- | ------ |
| 1    | Brasilien   | 3            | 1              | 0              | 4      |
| 2    | Mexiko      | 1            | 1              | 3              | 5      |
| 3    | Kanada      | 1            | 1              | 1              | 3      |
|      | USA         | 1            | 1              | 1              | 3      |
| 5    | Kolumbien   | 1            | 1              | 0              | 2      |
| 6    | Argentinien | 0            | 1              | 0              | 1      |
|      | Chile       | 0            | 1              | 0              | 1      |
| 8    | Costa Rica  | 0            | 0              | 2              | 2      |